# Tyler (rower)
Tyler – model małego roweru składanego produkowanego w Polsce.
Długość 140 cm, wysokość 70 cm, średnica koła 20 cali.
Pod nazwą tą produkowano też rowery nieskładane typu kolarskiego o kole 20" z długim siodłem z podpórką biegnącą od tylnej osi oraz szeroką kierownicą, zawiniętą jak w rowerach kolarskich. Tyler na tylnej osi był wyposażony w 5-przekładniową przerzutkę marki Romet.
Z uwagi na dosyć rzadkie występowanie na krajowym rynku, prawdopodobnie rowery pod tą nazwą przeznaczone były na eksport.